# Dezider Zador
Dezider Zador (ukrajinsky Dezyderij Jevhenovyč Zador / Дезиде́рій Євге́нович Зáдор, maďarsky Dezső Zádor; 20. listopadu 1912 Užhorod – 16 září 1985 Lvov) byl hudební skladatel, pedagog, etnomuzikolog, dirigent a hráč na klávesové nástroje z Podkarpatské Rusi, který studoval a působil v Maďarsku, Československu a v Sovětském svazu. Spolu s Istvánem Mártonem (1923–1996) založil zakarpatskou skladatelskou školu.

## Život
Zador studoval hru na klavír u Zsigmonda Lengyela a na Pražské konzervatoři absolvoval s vyznamenáním v oboru varhany, dirigování a klavír. Navštěvoval hodiny skladby u Vítězslava Nováka, Jaroslava Křičky a přednášky Zdeňka Nejedlého na Karlově univerzitě. Studium pod vedením Bedřicha Antonína Wiedermanna ukončil v roce 1934, společně se slovenským skladatelem Jánem Cikkerem.
V letech 1934 až 1936 působil jako klavírista, v letech 1936 až 1938 absolvoval aspiranturu skladby a hudební vědy v Praze, přičemž zastával funkci hudebního poradce pro Podkarpatskou Rus na ministerstvu školství. Od roku 1938 působil na Podkarpatské Rusi jako učitel.
Jako dirigent začal studovat zakarpatskou lidovou hudbu a organizoval folkloristické výpravy, během kterých nahrál více než 300 lidových písní. Ty vyšly ve sborníku „Lidové písně podkarpatských Rusínů“ (Ungvar, 1944). Napsal také teoretickou práci s názvem Kolomijka v lidovém umění.
V letech 1947 až 1950 byl dirigentem a sólistou Užhorodského symfonického orchestru. V rámci kampaně proti tzv. kosmopolitismu na konci 40. let byl sovětským režimem dehonestován a zbaven funkce ředitele konzervatoře. V letech 1963 až 1985 byl profesorem na konzervatoři ve Lvově.